# Адміністративний устрій Обухівського району
Адміністративний устрій Обухівського району — адміністративно-територіальний поділ Обухівського району Київської області на 9 територіальних громад.

## Список громад Обухівського району
- Богуславська міська громада
- Васильківська міська громада
- Кагарлицька міська громада
- Козинська селищна громада
- Миронівська міська громада
- Обухівська міська громада
- Ржищівська міська громада
- Українська міська громада
- Феодосіївська сільська громада

## Список радОбухівського районудо липня 2020 року
| №  | Назва                             | Центр                | Населені пункти                                                                                  | Площа км² | Місце за площею | Населення (2001), осіб. | Місце за населенням |
| -- | --------------------------------- | -------------------- | ------------------------------------------------------------------------------------------------ | --------- | --------------- | ----------------------- | ------------------- |
| 1  | Українська міська рада            | м. Українка          | м. Українка с. Плюти                                                                             |           |                 |                         |                     |
| 2  | Козинська селищна рада            | смт Козин            | смт Козин                                                                                        |           |                 |                         |                     |
| 3  | Великодмитровицька сільська рада  | с. Великі Дмитровичі | с. Великі Дмитровичі с. Малі Дмитровичі                                                          |           |                 |                         |                     |
| 4  | Верем'яцька сільська рада         | с. Верем'я           | с. Верем'я                                                                                       |           |                 |                         |                     |
| 5  | Витачівська сільська рада         | с. Витачів           | с. Витачів                                                                                       |           |                 |                         |                     |
| 6  | Германівська сільська рада        | с. Германівка        | с. Германівка                                                                                    |           |                 |                         |                     |
| 7  | Григорівська сільська рада        | с. Григорівка        | с. Григорівка с. Гусачівка с. Матяшівка                                                          |           |                 |                         |                     |
| 8  | Дерев'янська сільська рада        | с. Дерев'яна         | с. Дерев'яна                                                                                     |           |                 |                         |                     |
| 9  | Деремезнянська сільська рада      | с. Деремезна         | с. Деремезна                                                                                     |           |                 |                         |                     |
| 10 | Долинська сільська рада           | с. Долина            | с. Долина с. Макарівка                                                                           |           |                 |                         |                     |
| 11 | Жуківцівська сільська рада        | с. Жуківці           | с. Жуківці                                                                                       |           |                 |                         |                     |
| 12 | Копачівська сільська рада         | с. Копачів           | с. Копачів с. Застугна с. Шевченкове                                                             |           |                 |                         |                     |
| 13 | Красненська Перша сільська рада   | с. Красне Перше      | с. Красне Перше с. Козіївка                                                                      |           |                 |                         |                     |
| 14 | Краснослобідська сільська рада    | с. Красна Слобідка   | с. Красна Слобідка с. Безіменне                                                                  |           |                 |                         |                     |
| 15 | Маловільшанська сільська рада     | с. Мала Вільшанка    | с. Мала Вільшанка с. Степок                                                                      |           |                 |                         |                     |
| 16 | Нещерівська сільська рада         | с. Нещерів           | с. Нещерів                                                                                       |           |                 |                         |                     |
| 17 | Перегонівська сільська рада       | с. Перегонівка       | с. Перегонівка                                                                                   |           |                 |                         |                     |
| 18 | Першотравенська сільська рада     | с. Перше Травня      | с. Перше Травня                                                                                  |           |                 |                         |                     |
| 19 | Підгірцівська сільська рада       | с. Підгірці          | с. Підгірці с. Креничі с. Романків                                                               |           |                 |                         |                     |
| 20 | Семенівська сільська рада         | с. Семенівка         | с. Семенівка с. Кулі                                                                             |           |                 |                         |                     |
| 21 | Старобезрадичівська сільська рада | с. Старі Безрадичі   | с. Старі Безрадичі с. Березове с. Капустяна с. Конюша с. Нові Безрадичі с. Паращина с. Тарасівка |           |                 |                         |                     |
| 22 | Трипільська сільська рада         | с. Трипілля          | с. Трипілля                                                                                      |           |                 |                         |                     |
| 23 | Халеп'янська сільська рада        | с. Халеп'я           | с. Халеп'я                                                                                       |           |                 |                         |                     |
| 24 | Щербанівська сільська рада        | с. Щербанівка        | с. Щербанівка                                                                                    |           |                 |                         |                     |

* Примітки: м. — місто, смт — селище міського типу, с. — село, с-ще — селище